# Гаспар Монж
Гаспа́р Монж (фр. Gaspard Monge; нар. 9 травня 1746, Бон, Бургундія — пом. 28 липня 1818, Париж) — відомий французький математик, громадський діяч, член Паризької академії наук.

## Біографічні відомості
Гаспар Монж народився в Боні в родині з дуже обмеженим матеріальним станом, навчався в місцевій школі. Виявивши великі здібності, він став викладачем фізики, коли йому не виповнилось ще й 16 років. Незмінними об'єктами його інтересів були геометрія й креслення. Випадково один військовий інженер звернув увагу на надзвичайні здібності хлопчика і постарався влаштувати йому доступ до занять у Мезьєрську школу військових інженерів, яка в той час була найпопулярнішою у Європі. Тут Монж познайомився з професорами Шарлем Камю й Шарлем Боссю, що досить швидко оцінили його математичний талант і допомогли йому в проходженні курсу школи, яку він закінчив настільки швидко, що вже в 1768 році став у цій школі професором математики.
У Мезьєрі Монж розробив новий розділ математики, відомий відтоді як «нарисна геометрія», яка стала одним з основних розділів у системі технічної підготовки інженерів. 1780 року був обраний членом Академії наук, а в 1783-му, залишивши школу в Мезьєрі, переїхав у Париж, де прийняв кафедру. Для Академії він написав трактат із статики, що застосовувався як навчальний посібник протягом багатьох років у ряді технічних навчальних закладів Франції.
Помер 28 липня 1818 року в Парижі. Похований на кладовищі Пер-Лашез, згодом рештки перенесені до Пантеону.
Його ім'я внесено у список найвидатніших учених Франції, що викарбуваний на першому поверсі Ейфелевої вежі.
На його честь названо астероїд 28766 Монж та кратер на видимому боці Місяця.

## Наукові праці
- Traité élémentaire de statique. Paris (1848)
- Géométrie descriptive. Paris (1847)
- Application de l'analyse à la géométrie. Paris (1850)